# 신재원 (바둑 기사)
신재원(申載元, 2000년 2월 16일 ~ )은 대한민국의 바둑 기사이다.

## 약력
충암 바둑도장 출신으로 2016년 문화체육관광부장관배 전국학생바둑대회에 출전하여 학생최강부에서 준우승을 차지했다. 2018년 제4회 미래의 별 신예최강전에서 4승 2패로 19위를 기록했고, 2019년 제143회 일반입단대회를 통해 입단했다. 2021년에 4단으로 승단했다.